# Avoine (Indre-et-Loire)
Pour les articles homonymes, voir Avoine (homonymie).
Avoine est une commune française située près de Chinon et de Beaumont-en-Véron dans le département d'Indre-et-Loire, en région Centre-Val de Loire. La centrale nucléaire dite “de Chinon” est implantée au nord de la commune sur la rive gauche de la Loire.

## Géographie

### Localisation
La commune d'Avoine est située dans la région naturelle du Véron à l'ouest du département d'Indre-et-Loire. La centrale nucléaire de Chinon est implantée sur son territoire, ce qui lui procure des rentrées financières importantes. Le territoire communal est arrosé par le fleuve Loire et par la rivière Indre. Le confluent de ces deux cours d'eau est sur le territoire de la commune.
| Chouzé-sur-Loire La Loire | La Chapelle-sur-Loire La Loire |         |
| Savigny-en-Véron          | Avoine                         | Huismes |
|                           | Beaumont-en-Véron              |         |

### Hydrographie

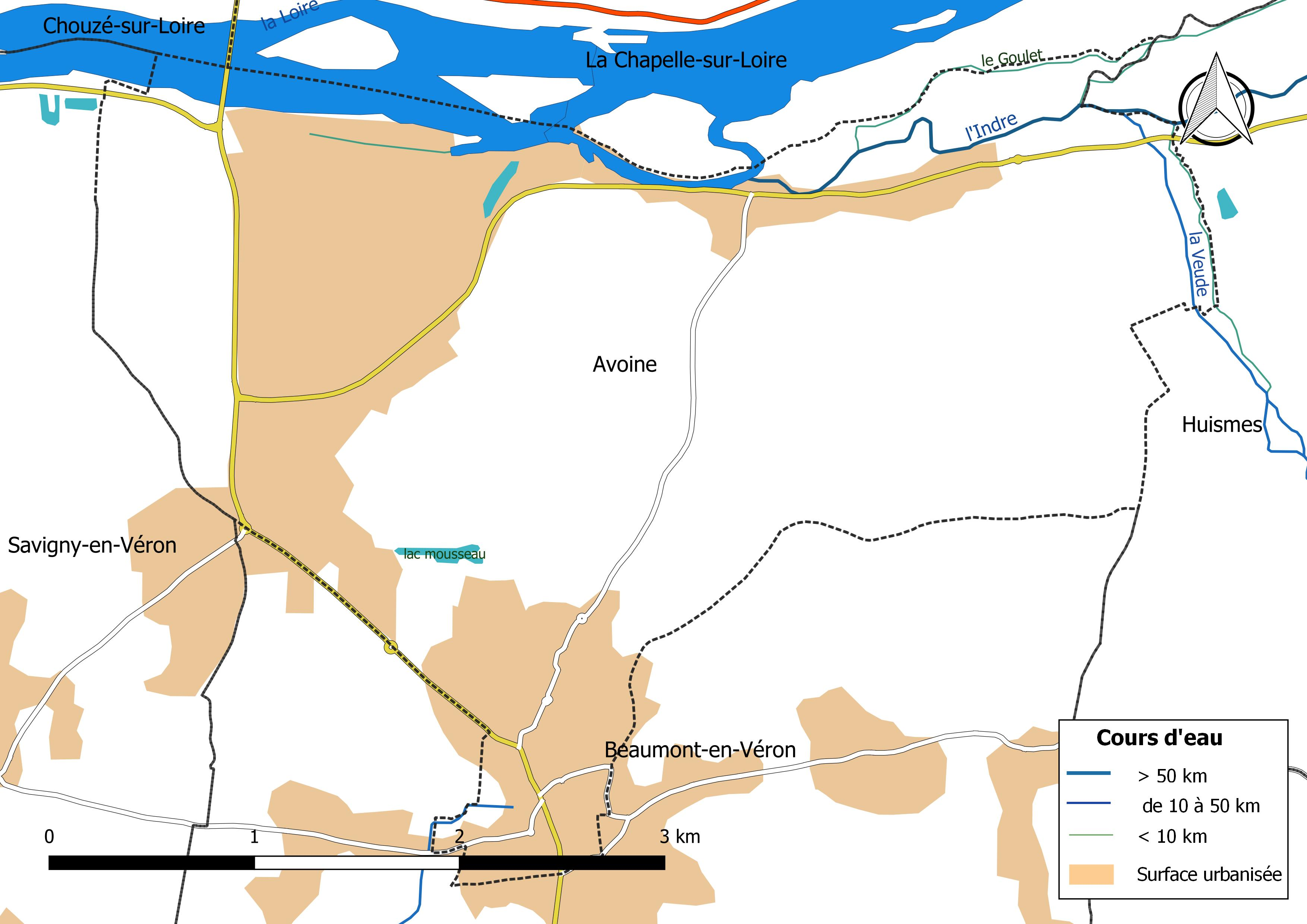
Réseau hydrographique d'Avoine.

La commune est traversée par la Loire (0,076 km) et l'Indre (2,397 km). Le réseau hydrographique communal, d'une longueur totale de 10,82 km, comprend un autre cours d'eau notable, la Veude (1,075 km), et quatre petits cours d'eau dont le Goulet,.
Le cours de la Loire s’insère dans une large vallée qu’elle a façonnée peu à peu depuis des milliers d’années. Elle traverse d'est en ouest le département d'Indre-et-Loire depuis Mosnes jusqu'à Candes-Saint-Martin, avec un cours large et lent. La Loire présente des fluctuations saisonnières de débit assez marquées. Sur le plan de la prévision des crues, la commune est située dans le tronçon de la Loire tourangelle, qui court entre la sortie de Nazelles-Négron et la confluence de la Vienne, dont la station hydrométrique de référence la plus proche est située à Langeais. Le débit mensuel moyen (calculé sur 34 ans pour cette station) varie de 142 m3/s au mois d'août à 753 m3/s au mois de février. Le débit instantané maximal observé sur cette station est de 3 060 m3/s et s'est produit le 10 mai 2001, la hauteur maximale relevée a été de 4,89 m le 24 mars 1988,. La hauteur maximale historique a été atteinte le 27 septembre 1856 avec 6,80 m.
Sur le plan piscicole, la Loire est classée en deuxième catégorie piscicole. Le groupe biologique dominant est constitué essentiellement de poissons blancs (cyprinidés) et de carnassiers (brochet, sandre et perche).
L'Indre, d'une longueur totale de 279,4 km, prend sa source à une altitude de 453 m sur le territoire de Saint-Priest-la-Marche dans le  département du Cher et se jette dans la Loire à Avoine, après avoir traversé 58 communes. Les crues de l'Indre sont le plus souvent de type inondation de plaine. Sur le plan de la prévision des crues, la commune est située dans le tronçon de l'Indre tourangelle, dont la station hydrométrique de référence la plus proche est située à Cormery. La hauteur maximale historique a été atteinte en novembre 1770 avec 4,90 m.
Ce cours d'eau est classé dans les listes 1 et 2 au titre de l'article L. 214-17 du code de l'environnement sur le Bassin Loire-Bretagne. Au titre de la liste 1, aucune autorisation ou concession ne peut être accordée pour la construction de nouveaux ouvrages s'ils constituent un obstacle à la continuité écologique et le renouvellement de la concession ou de l'autorisation des ouvrages existants est subordonné à des prescriptions permettant de maintenir le très bon état écologique des eaux. Au titre de la liste 2, tout ouvrage doit être géré, entretenu et équipé selon des règles définies par l'autorité administrative, en concertation avec le propriétaire ou, à défaut, l'exploitant,.
Sur le plan piscicole, l'Indre est également classée en deuxième catégorie piscicole.
La Veude, d'une longueur totale de 13,9 km, prend sa source dans la commune de Saint-Benoît-la-Forêt et se jette  dans l'Indre à Avoine, après avoir traversé 3 communes. Sur le plan piscicole, la Veude est également classée en deuxième catégorie piscicole.
En 2019, la commune est membre de la communauté de communes Chinon, Vienne et Loire qui est elle-même adhérente au syndicat d'aménagement de la vallée de l'Indre. Créé par arrêté préfectoral du 12 septembre 1985 à la suite des crues historiques de décembre 1982 et janvier 1983, ce syndicat a pour vocation d'une part l'atteinte du bon état écologique des cours d'eau par des actions de restauration de zones humides et des cours d'eau, et d'autre part de participer à la lutte contre les inondations par des opérations de sensibilisation de la population ou de restauration et d'entretien sur le lit mineur, et sur les fossés situés dans le lit majeur de l'Indre appelés localement « boires », et de l'ensemble des cours d'eau du bassin versant de l'Indre.
Le réseau hydrographique est complété par le lac Mousseau, un plan d'eau de 3 ha, ouvert à la pêche
Trois zones humides ont été répertoriées sur la commune par la direction départementale des Territoires (DDT) et le Conseil départemental d'Indre-et-Loire, : la vallée de l'Indre : du Pont du Vivier à la Loire, La Veude des Fontaines d'Auzon et la vallée de la Loire de Mosnes à Candes-Saint-Martin.

### Climat
Pour des articles plus généraux, voir Climat du Centre-Val de Loire et Climat d'Indre-et-Loire.
En 2010, le climat de la commune est de type climat océanique altéré, selon une étude du CNRS s'appuyant sur une série de données couvrant la période 1971-2000. En 2020, Météo-France publie une typologie des climats de la France métropolitaine dans laquelle la commune est dans une zone de transition entre le climat océanique et le climat océanique altéré et est dans la région climatique Moyenne vallée de la Loire, caractérisée par une bonne insolation (1 850 h/an) et un été peu pluvieux.
Pour la période 1971-2000, la température annuelle moyenne est de 11,9 °C, avec une amplitude thermique annuelle de 14,8 °C. Le cumul annuel moyen de précipitations est de 670 mm, avec 10,9 jours de précipitations en janvier et 6,3 jours en juillet. Pour la période 1991-2020, la température moyenne annuelle observée sur la station météorologique de Météo-France la plus proche, sur la commune de Savigny-en-Véron à 3 km à vol d'oiseau, est de 12,6 °C et le cumul annuel moyen de précipitations est de 637,8 mm,. Pour l'avenir, les paramètres climatiques de la commune estimés pour 2050 selon différents scénarios d'émission de gaz à effet de serre sont consultables sur un site dédié publié par Météo-France en novembre 2022.

## Urbanisme

### Typologie
Au 1er janvier 2024, Avoine est catégorisée bourg rural, selon la nouvelle grille communale de densité à sept niveaux définie par l'Insee en 2022.
Elle appartient à l'unité urbaine de Beaumont-en-Véron, une agglomération intra-départementale regroupant deux  communes, dont elle est une commune de la banlieue,,. Par ailleurs la commune fait partie de l'aire d'attraction de Chinon, dont elle est une commune de la couronne,. Cette aire, qui regroupe 20 communes, est catégorisée dans les aires de moins de 50 000 habitants,.

### Occupation des sols
L'occupation des sols de la commune, telle qu'elle ressort de la base de données européenne d’occupation biophysique des sols Corine Land Cover (CLC), est marquée par l'importance des territoires agricoles (59,6 % en 2018), en diminution par rapport à 1990 (62,2 %). La répartition détaillée en 2018 est la suivante :
zones agricoles hétérogènes (41,2 %), zones industrielles ou commerciales et réseaux de communication (19 %), prairies (13,6 %), zones urbanisées (12 %), forêts (7 %), cultures permanentes (4,8 %), eaux continentales (2,4 %), terres arables (0,1 %). L'évolution de l’occupation des sols de la commune et de ses infrastructures peut être observée sur les différentes représentations cartographiques du territoire : la carte de Cassini (XVIIIe siècle), la carte d'état-major (1820-1866) et les cartes ou photos aériennes de l'IGN pour la période actuelle (1950 à aujourd'hui).

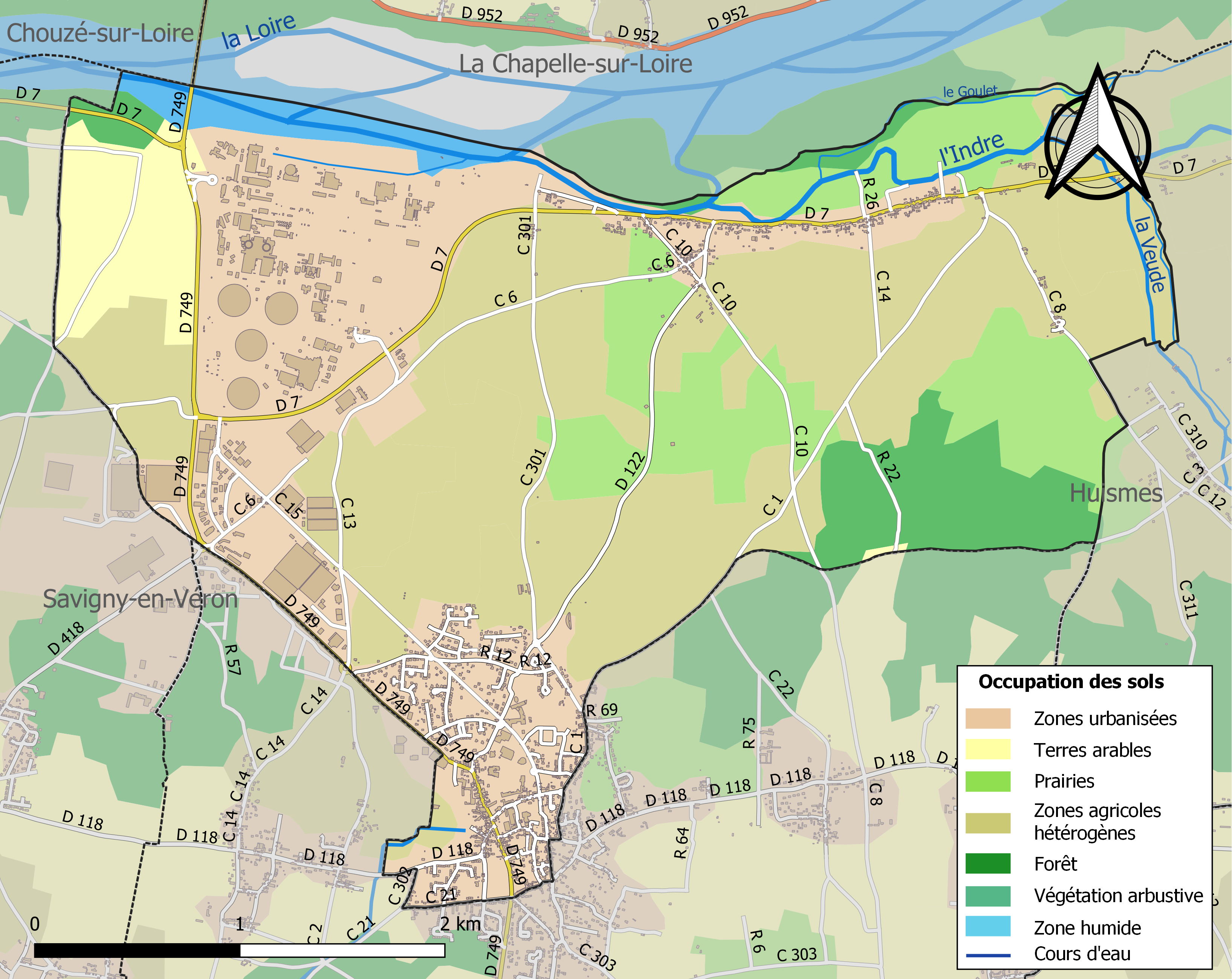
Carte des infrastructures et de l'occupation des sols de la commune en 2018 (CLC).

### Risques majeurs
Le territoire de la commune d'Avoine est vulnérable à différents aléas naturels : météorologiques (tempête, orage, neige, grand froid, canicule ou sécheresse), inondations, feux de forêts et séisme (sismicité faible). Il est également exposé à deux risques technologiques, la rupture d'un barrage et le risque nucléaire. Un site publié par le BRGM permet d'évaluer simplement et rapidement les risques d'un bien localisé soit par son adresse soit par le numéro de sa parcelle.

#### Risques naturels
Certaines parties du territoire communal sont susceptibles d’être affectées par le risque d’inondation par débordement de cours d'eau, notamment la Veude, la Loire, l'Indre. La commune fait partie du territoire à risques importants d'inondation (TRI) d'Angers-Authion-Saumur, un des 21 TRI qui ont été arrêtés fin 2012 sur le bassin Loire-Bretagne et portés à 22 lors de l'actualisation de 2018. Des cartes des surfaces inondables ont été établies pour trois scénarios : fréquent (crue de temps de retour de 10 ans à 30 ans), moyen (temps de retour de 100 ans à 300 ans) et extrême (temps de retour de l'ordre de 1 000 ans, qui met en défaut tout système de protection),. La commune a été reconnue en état de catastrophe naturelle au titre des dommages causés par les inondations et coulées de boue survenues en 1982, 1993 et 1999,.
Pour anticiper une remontée des risques de feux de forêt et de végétation vers le nord de la France en lien avec le dérèglement climatique, les services de l’État en région Centre-Val de Loire (DREAL, DRAAF, DDT) avec les SDIS ont réalisé en 2021 un atlas régional du risque de feux de forêt, permettant d’améliorer la connaissance sur les massifs les plus exposés. La commune, étant pour partie dans le massif de Véron, est classée au niveau de risque 2, sur une échelle qui en comporte quatre (1 étant le niveau maximal).

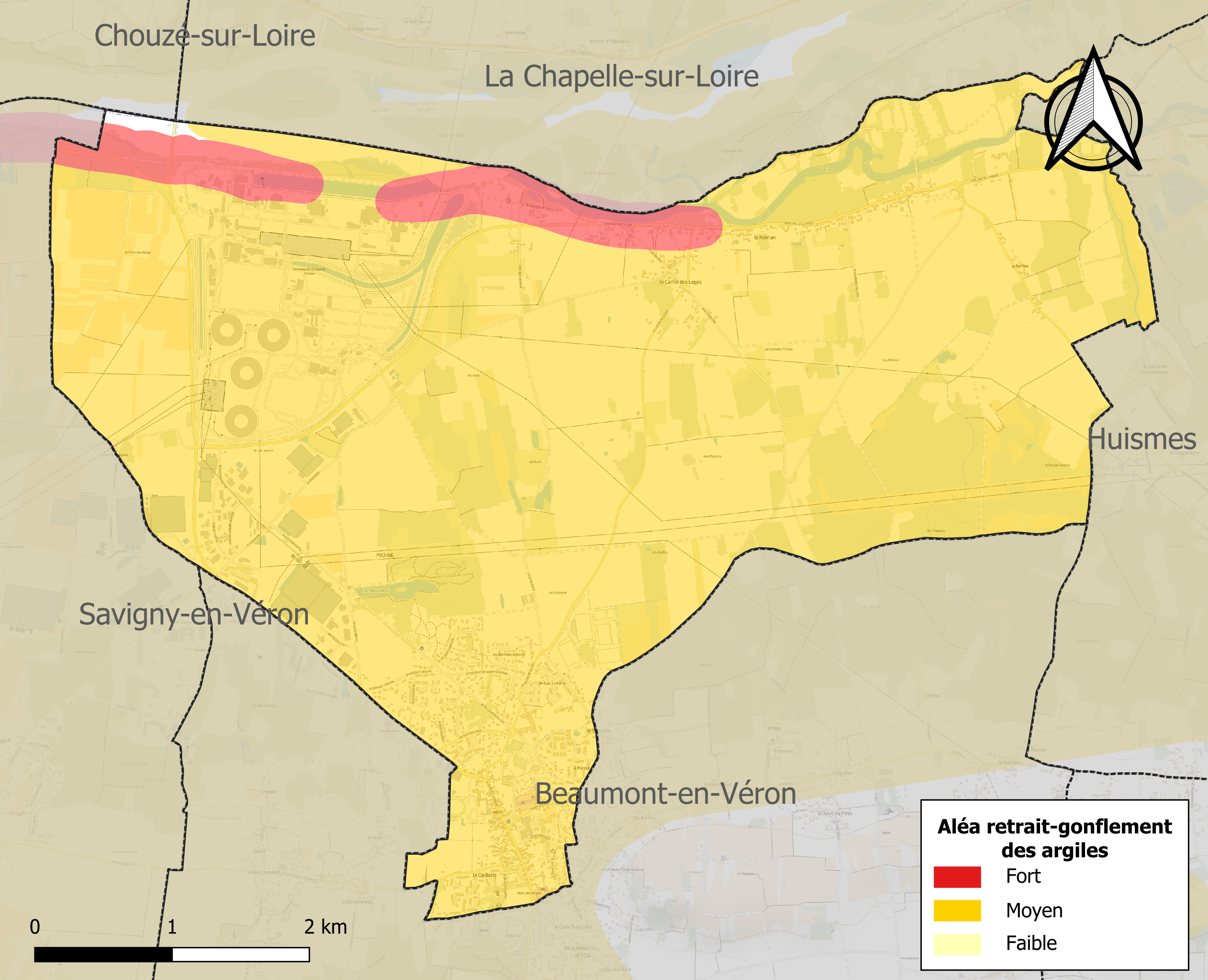
Carte des zones d'aléa retrait-gonflement des sols argileux d'Avoine.

Le retrait-gonflement des sols argileux est susceptible d'engendrer des dommages importants aux bâtiments en cas d’alternance de périodes de sécheresse et de pluie. 99,7 % de la superficie communale est en aléa moyen ou fort (90,2 % au niveau départemental et 48,5 % au niveau national). Sur les 807 bâtiments dénombrés sur la commune en 2019, 807 sont en aléa moyen ou fort, soit 100 %, à comparer aux 91 % au niveau départemental et 54 % au niveau national. Une cartographie de l'exposition du territoire national au retrait gonflement des sols argileux est disponible sur le site du BRGM,.
Concernant les mouvements de terrains, la commune a été reconnue en état de catastrophe naturelle au titre des dommages causés par des mouvements de terrain en 1999.

#### Risques technologiques
Une partie du territoire de la commune est en outre située en aval d'une digue. À ce titre elle est susceptible d’être touchée par l’onde de submersion consécutive à la rupture de cet ouvrage.
En cas d’accident grave, certaines installations nucléaires sont susceptibles de rejeter dans l’atmosphère de l’iode radioactif. La commune étant située dans le périmètre réflexe de 2 km autour de la centrale nucléaire de Chinon, elle est exposée au risque nucléaire. À ce titre les habitants de la commune ont bénéficié, à titre préventif, d'une distribution de comprimés d’iode stable dont l’ingestion avant rejet radioactif permet de pallier les effets sur la thyroïde d’une exposition à de l’iode radioactif. En cas d'incident ou d'accident nucléaire, des consignes de confinement ou d'évacuation peuvent être données et les habitants peuvent être amenés à ingérer, sur ordre du préfet, les comprimés en leur possession.

## Politique et administration

### Tendances politiques
| Scrutin             | Scrutin             | 1er tour | 1er tour | 1er tour | 1er tour | 1er tour | 1er tour | 1er tour | 1er tour | 1er tour | 1er tour | 1er tour | 1er tour | 2d tour | 2d tour  | 2d tour | 2d tour | 2d tour | 2d tour |
| Scrutin             | Scrutin             | 1er      | 1er      | %        | 2e       | 2e       | %        | 3e       | 3e       | %        | 4e       | 4e       | %        | 1er     | 1er      | %       | 2e      | 2e      | %       |
| ------------------- | ------------------- | -------- | -------- | -------- | -------- | -------- | -------- | -------- | -------- | -------- | -------- | -------- | -------- | ------- | -------- | ------- | ------- | ------- | ------- |
| Présidentielle 2012 | Présidentielle 2012 |          | PS       | 31,96    |          | UMP      | 22,68    |          | FN       | 16,65    |          | FG       | 14,74    |         | PS       | 57,14   |         | UMP     | 42,86   |
| Législatives 2012   | 4e                  |          | PS       | 47,66    |          | UMP      | 27,61    |          | FN       | 11,81    |          | FG       | 7,69     |         | PS       | 54,18   |         | UMP     | 34,29   |
|                     |                     |          |          |          |          |          |          |          |          |          |          |          |          |         |          |         |         |         |         |
| Présidentielle 2017 | Présidentielle 2017 |          | LREM     | 24,35    |          | FN       | 24,25    |          | LFI      | 21,45    |          | LR       | 14,11    |         | LREM     | 61,96   |         | FN      | 38,04   |
| Législatives 2017   | 4e                  |          | LREM     | 37,22    |          | PS       | 17,10    |          | LFI      | 13,01    |          | FN       | 11,50    |         | LREM     | 63,91   |         | LR      | 36,09   |
|                     |                     |          |          |          |          |          |          |          |          |          |          |          |          |         |          |         |         |         |         |
| Présidentielle 2022 | Présidentielle 2022 |          | RN       | 28,33    |          | LREM     | 27,85    |          | LFI      | 16,27    |          | REC      | 5,45     |         | LREM     | 52,24   |         | RN      | 47,76   |
| Législatives 2022   | 4e                  |          | PS-Nupes | 28,09    |          | RE-Ens   | 26,95    |          | RN       | 26,67    |          | LR       | 8,79     |         | PS-Nupes | 54,18   |         | RE-Ens  | 45,82   |
| Législatives 2024   | 4e                  |          | RN       | 37,29    |          | PS-NFP   | 25,63    |          | RE-Ens   | 25,42    |          | LR       | 9,90     |         | PS-NFP   | 51,49   |         | RN      | 48,51   |

## Population et société

### Démographie
Au dernier recensement de 2022, la commune comptait 1 994 habitants. À partir du XXIe siècle, les recensements réels des communes de moins de 10 000 habitants ont lieu tous les cinq ans. Les autres chiffres sont des estimations.
| 1793 | 1800 | 1806  | 1821  | 1831  | 1836  | 1841 | 1846 | 1851 |
| ---- | ---- | ----- | ----- | ----- | ----- | ---- | ---- | ---- |
| 765  | 905  | 1 006 | 1 074 | 1 159 | 1 088 | 722  | 760  | 785  |

| 1856 | 1861 | 1866 | 1872 | 1876 | 1881 | 1886 | 1891 | 1896 |
| ---- | ---- | ---- | ---- | ---- | ---- | ---- | ---- | ---- |
| 827  | 803  | 839  | 837  | 818  | 846  | 839  | 802  | 803  |

| 1901 | 1906 | 1911 | 1921 | 1926 | 1931 | 1936 | 1946 | 1954 |
| ---- | ---- | ---- | ---- | ---- | ---- | ---- | ---- | ---- |
| 763  | 758  | 723  | 693  | 676  | 691  | 662  | 590  | 669  |

| 1962 | 1968  | 1975  | 1982  | 1990  | 1999  | 2005  | 2006  | 2010  |
| ---- | ----- | ----- | ----- | ----- | ----- | ----- | ----- | ----- |
| 973  | 1 212 | 1 331 | 1 800 | 1 664 | 1 778 | 1 846 | 1 845 | 1 834 |

| 2015  | 2020  | 2022  | - | - | - | - | - | - |
| ----- | ----- | ----- | - | - | - | - | - | - |
| 1 737 | 1 933 | 1 994 | - | - | - | - | - | - |

### Manifestations culturelles et festivités
- Fête de l'environnement
- Festival de Blues Avoine Zone Blues
- Open International d'échecs d'Avoine
- Fêtes des écoles primaire et maternelle d'Avoine
- Fête de la musique (organisée en alternance avec les autres communes membres de la communauté de communes du Véron)
- Fête républicaine
- Le Podium de l'été : grand concert gratuit en plein air
- Forum Sports-Loisirs-Culture
- Semaine Bleue
- Marché de Noël

### Enseignement
- École maternelle Henri-Matisse
- École primaire Irène-et-Frédéric-Joliot-Curie
- Collège Henri-Becquerel

## Culture locale et patrimoine

### Lieux et monuments

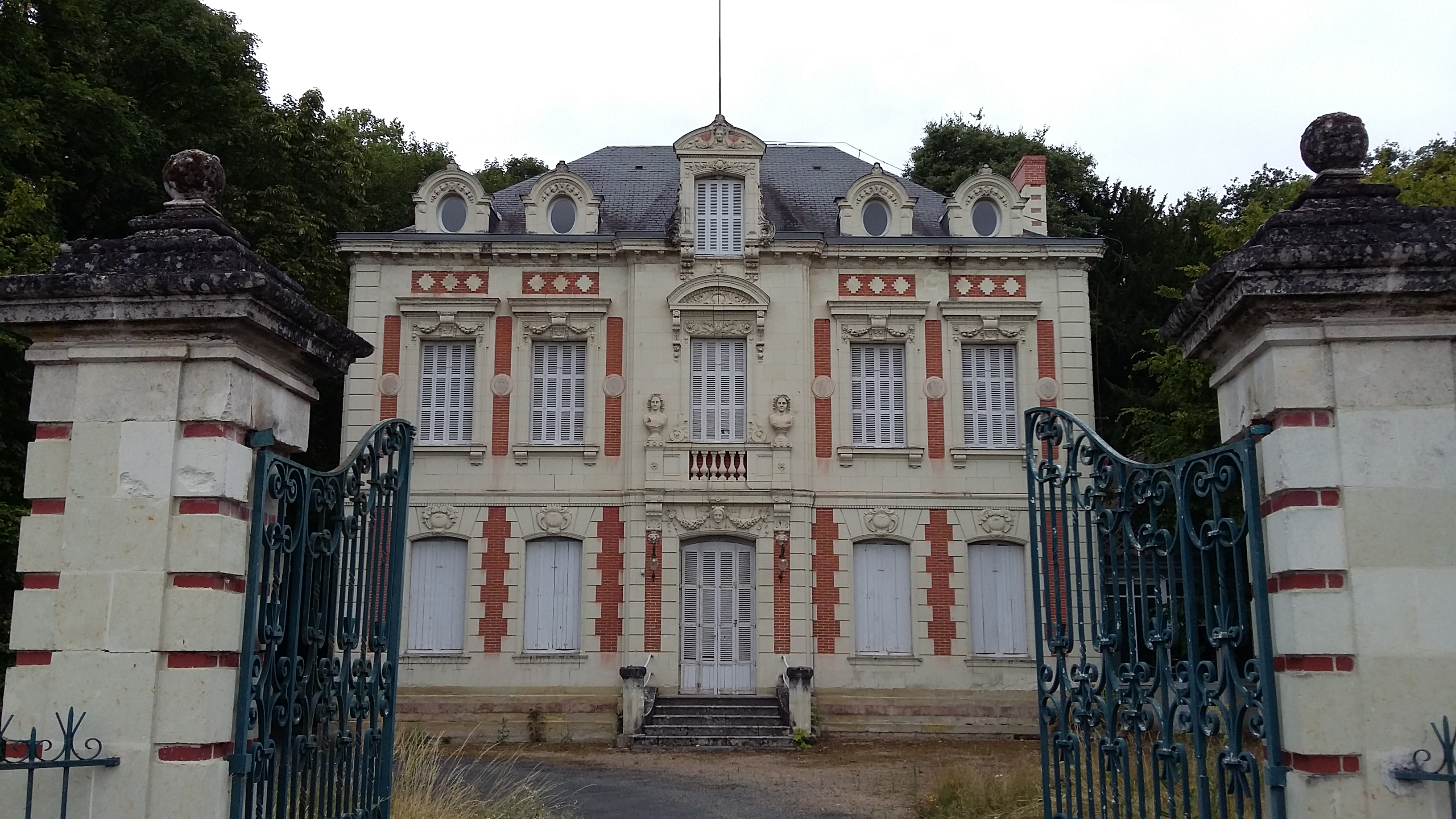
Le château de la Caillerie

- Église Saint-Maurice.
- Château de la Caillerie.
- Manoir de la Baronnière

### Avoine dans les arts
Un village Avoine est cité dans le poème d’Aragon, Le conscrit des cent villages, écrit comme acte de Résistance intellectuelle de manière clandestine au printemps 1943, pendant la Seconde Guerre mondiale.
Sans précision de la part de l'auteur, il peut s'agir soit d'Avoine en Indre-et-Loire, soit d'Avoine dans l'Orne.